# Live at the Fillmore East (Jimi Hendrix)
Live at the Fillmore East è un doppio album live postumo di Jimi Hendrix pubblicato il 23 febbraio 1999 dalla MCA Records.
Il disco documenta le esibizioni che Jimi Hendrix tenne con la Band of Gypsys nel famoso locale Fillmore East la notte di Capodanno del 31 dicembre 1969 e il 1º gennaio 1970. I brani contenuti nel disco provengono dalle stesse registrazioni utilizzate per i precedenti album Band of Gypsys e Band of Gypsys 2, ma non erano mai stati pubblicati in versione integrale e completa come in questa edizione.

## Tracce
Tutti i brani sono opera di Jimi Hendrix, eccetto dove indicato.
Disc 1
1. Stone Free - 12:56
2. Power of Soul - 6:19
3. Hear My Train A Comin' - 9:02
4. Izabella - 3:40
5. Machine Gun - 11:36
6. Voodoo Child (Slight Return) - 6:01
7. We Gotta Live Together - 9:55

Disc 2
1. Auld Lang Syne (Robert Burns) - 3:54
2. Who Knows - 3:55
3. Them Changes - 5:38
4. Machine Gun - 13:35
5. Stepping Stone - 5:20
6. Stop (Jerry Ragovoy, Mort Shuman) - 5:43
7. Earth Blues - 5:48
8. Burning Desire - 8:22
9. Wild Thing (Chip Taylor) - 3:06

## Musicisti
- Jimi Hendrix: chitarra elettrica, voce, coro sulle tracce D1-7 e D2-3
- Buddy Miles: batteria, coro, voce sulle tracce D1-7,  D2-3 e D2-6
- Billy Cox: basso, coro

## Dettagli di registrazione
- Tracce 3, 4, e 10 registrate durante il primo show al Fillmore East il 31 dicembre 1969
- Tracce 8, 9, e 11 registrate durante il secondo show al Fillmore East il 31 dicembre 1969
- Tracce 2, 12, 13, e 15 registrate durante il primo show al Fillmore East il 1º gennaio 1970
- Tracce 1, 5, 6, 7, 14, e 16 registrate durante il secondo show al Fillmore East il 1º gennaio 1970